# Джакомо Майербер
Джакомо Мейербер (5 септември 1791 – 2 май 1864) е известен оперен композитор, роден в Германия и първият голям изразител на Гранд Опера.

## Биография
Мейербер е роден в еврейско семейство в Тасдорф, близо до Берлин, Германия с името Йакоб Лийбман Бер (Jacob Liebmann Beer). Неговият баща е бил изключително богатият финансист Якоб Юда Херц Бер (1769 – 1825) и неговата майка, Амалия Лийбман Майер Вулф (1767 – 1854) също произхожда от заможния елит. Другите им деца са Вилхем Бер, астроном, и Михаел Бер, поет.
В детството си е бил пианист вундеркинд, отрано съчинявал опери и във връзка с това прекарва десет години във Венеция, където изучава италианския оперен стил и приема италианското име Джакомо.

## Съвременни постановки на опери от Майербер
Музиката на Майербер е забранена по време на нацисткия режим и тя никога вече не си връща популярността, която има докато авторът ѝ е жив, макар че се правят опити оперите му да бъдат поставяни на сцена. Често изтъквана причина за този спад в популярността на композитора в наши дни е грандиозната сценография в неговите опери.